# Ecrizotomorpha alternativa
Ecrizotomorpha alternativa is een vliesvleugelig insect uit de familie Pteromalidae. De wetenschappelijke naam is voor het eerst geldig gepubliceerd in 1999 door Xiao & Huang.